# Jonkersland
Jonkersland (officieel, Fries: Jonkerslân [joŋkəs'lɒ:n]) is een dorp in de gemeente Opsterland, in de Nederlandse provincie Friesland. Het ligt tussen Heerenveen en Gorredijk.
Met net geen 300 inwoners is Jonkersland het op een na kleinste dorp van de gemeente Opsterland. Het dorp was tot 1988 een buurtschap van Langezwaag, maar werd daarna zelfstandig. Het dorp is nadat het zelfstandig is geworden uitgebreid met een nieuwbouwwijk de Feanborch en heeft een toevoeging gehad van snelheidsbeperkende maatregelen binnen de bebouwde kom, een uitbreiding van de openbare verlichting en aansluiting op het openbaar vervoer.
Jonkersland had tot en met 2014 een basisschool de Lytse Jonker die moest sluiten wegens een gebrek aan leerlingen. Het gebouw is later omgebouwd tot een vernieuwd dorpshuis.
De oorsprong van Jonkersland ligt in het begin van 18e eeuw tijdens de veegontginningen. De plaatsnaam zou verwijzen de jonkheer Julius Dekama uit de 16e eeuw. In 1899 werd de plaats vermeld als 't Jonkersland.
Dorpen: Bakkeveen · Beetsterzwaag · Drachten-Azeven · Frieschepalen · Gorredijk · Hemrik · Jonkersland · Langezwaag · Lippenhuizen · Luxwoude · Nij Beets · Olterterp · Siegerswoude · Terwispel · Tijnje · Ureterp · Waskemeer (klein deel) · Wijnjewoude

Buurtschappen: Allardsoog (deels) · Haneburen · Hanebuurt · Heidehuizen · Hemrikerverlaat · Klein Groningen · Kooibos · Kortezwaag · Moskou (deels) · Nieuwe Vaart · Oosterend · Oud Beets · Petersburg (deels) · Rolbrug · Selmien · Sparjebird · Uilesprong · Ureterp aan de Vaart · Voorwerk · Vosseburen · Welgelegen (deels) · Wijngaarden · Wijnjeterpverlaat

Friesland: Steden en dorpen      Nederland: Provincies · Gemeenten